# Жданово (Березники)
Жданово — бывшая деревня, вошедшая в состав города Березники Пермского края.

## История
Упоминается в 1710 г. в переписи Алексея Никеева. Располагалась вдоль Соликамского тракта, с восточной стороны, в пойме реки Толыч.
В начале XX в. в деревне (уже по обе стороны С. тракта) было 19 дворов, в которых проживали 103 чел. Осн. занятия населения: работа на соляных промыслах Лёнвы и Дедюхино, хлебопашество, извоз.
В 1929 г. территория вдоль С. тракта южнее деревни — Ждановские поля — застраивается первыми деревянными бараками и двухэтажными домами для размещения строителей Березниковского химического комбината. В дальнейшем Ждановские поля стали одним из первых микрорайонов г. Березники.
В 1934 г. деревня Жданово вошла в состав образованного двумя годами ранее города Березники.

## Этимология
Деревня названа по фамилии Жданов, фамилия произошла от нецерковного русского имени Ждан(ко) (долгожданный, желанный сын).
Кроме окрестностей Березников, фамилия известна в Ильинском районе (возможно, зародилась там). В этой местности в «деревне на реке Каме повыше усть Косьвы реки» жил Жданко Ипатьев сын Котельников. Его сын Ивашко в 1647 г. писался Котельниковым, а в 1678 г. — Ждановым.

## Документы
(л.42об.) Деревня Жданова на роднике а в ней крестьян
Во дворе Кирило Мосеев сын Кирилов 50 лет у него жена Прасковья Иванова дочь 45 лет у негож пасынок Гаврило 9 лет да патчерица девка Матрона 6 лет Михайловы дети Шерстобитого да подворник Ульян Кондратьев сын Шмаков 52 лет у него жена Федосья Кирилова дочь 50 лет у негож детей Филип 10 Никифор 5 Семен 2 лет да дочь девка Василиса 9 лет Ульян уроженец тое деревни у Кирила живет с 703-го году живет он Кирило во дворе отца своего Моисея Наумова сына Кирилова и в 703-м году он Моисей умре а что де написан у них во дворе Иван Устюжанин и в 702-м году он Иван сошел безвестно
Во дворе Ефрем Антонов сын Кирилов 35 лет у него жена Катерина Фролова дочь 50 лет у негож детей Демид 9 Василей 8 Гаврило 6 Яков 4 лет у негож живет брат родной Михайло 30 лет у него жена Авдотья Петрова дочь 25 лет да брат двоюродной Семен Андреевс сын Наумов 73 лет у него жена
(л.43) Февронья Кирилова дочь 42 лет у негож детей Федор 40 Иван 22 Яким 16 лет у Федора жена Улита Петрова дочь 22 лет у негож дочь девка Федосья 2 лет Семен уроженец тоеж деревни у Ефрема живет с 708-го году живет он Ефрем во дворе отца своего Антона Наумова сына Кирилова и в 703-м году он Антон умре а что де в отказных книгах написан у них же во дворе Ермола Павлов сын Шемокин и в 702-м году он Ермола сошел безвестно
Двор села Веретии попа Максима Федорова а в том дворе живет половник Иван Володимеров сын Жеребцов 80 лет вдов у него детей Евтифей 60 Софрон 50 Харитон 40 лет у Евтифея жена Арина Степанова дочь 50 лет у негож сын Агапит 20 лет у Софрона жена Алена Петрова дочь 30 лет у негож детей Леонтей 4 лет Василей 5 недель да три дочери девки Февронья 9 Авдотья 8 Александра 2 лет у Харитона жена Марфа Васильева дочь 20 лет у негож сын Михайло 2 недель а в отказных книгах в том дворе написан крестьянин Козьма Ермолин сын Кропачев со внуком Семеном Ивановым сыном Сталуповым
(л.43об.) и в 703-м году они Козьма и Семен померли и тем двором поп Максим владеет с выше писанного 703-го году
Во дворе Михайло Иванов сын Кропачев 75 лет у него жена Маланья Анфимова дочь 60 лет у негож зять Михайло Леонтьев сын Кузнецов 26 лет у него жена Степанида Анфимова дочь 20 лет Михайло уроженец села Слутки у Михаила живет с 707-м году
Да в той же деревне пустых дворов а чьи имяны и то писано ниже сего
Двор Семена Андреева сына Наумова з детьми с Федором да с Ываном да с Яковом да с Васильем и Семен Наумов и з детьми живет в той же деревне в подворниках у крестьянина у Ефрема Кирилова с 708-го году
Двор Ульяна Кондратьева сына Шмакова с сыном Иваном и Ульян Шмаков и с сыном Иваном живет в той же деревне в подворниках у крестьянина у Кирила Кирилова с 703-го году
Двор Прокофья да Якова Ермолаевых детей Кропачевых з детьми их с Прокофьевым сыном Федором да с Яковлевым сыном Семеном и Прокофей да Яков Кропачевы и Яковлев сын Семен померли в 703-м году а Прокофьев сын Федор живет в деревне Кропачевой у крестьянина Алексея Кропачева с 703-го году

Переписная книга «Перепись 1710 года: Сибирская губерния: Соликамский уезд: Переписная книга 1711 года вотчин именитого человека Г. Д. Строганова переписи дьяка Сибирского приказа Алексея Никеева».